# Екатериновский район (Оренбургская область)
Екатериновский район — административно-территориальная единица в составе Оренбургской и Чкаловской областей, существовавшая в 1935—1959 годах. Административный центр — село Никольское.
Екатериновский район был образован в январе 1935 года в составе Оренбургской (в 1938—1957 — Чкаловской) области.
По данным 1945 года включал 10 сельсоветов: Благовещенский, Верхне-Чебенковский, Гнездовский, Григорьевский, Екатериновский, Енисеевский, Ключевский, Никольский, Тимашевский и Украинский.
3 апреля 1959 года Екатериновский район был упразднён, а его территория передана в Сакмарский район.